# Ludwika Koburg (księżna Argyll)
Ludwika, księżna Argyll, właśc. Louise Caroline Alberta, znana jako Markiza Lorne (Marchioness of Lorne) (ur. 18 marca 1848 w Buckingham Palace, zm. 3 grudnia 1939 w Kensington Palace) – księżniczka Zjednoczonego Królestwa, po mężu księżna Argyll.

## Życiorys
Księżniczka Ludwika była córką brytyjskiej monarchini Wiktorii i jej małżonka, księcia Alberta. Była siostrą m.in. cesarzowej Niemiec i królowej Prus, Wiktorii, króla Wielkiej Brytanii, Edwarda VII.
Ludwika wyszła za mąż za markiza Johna Douglasa Sutherlanda Campbella (1845-1914). Ślub odbył się 21 marca 1871 w zamku Windsor. Mąż Ludwiki był markizem Lorny, później otrzymał tytuł księcia Argyll. John był również gubernatorem generalnym Kanady w latach 1878-1883. Małżeństwo nie miało dzieci.
Po objęciu przez męża stanowiska gubernatora Kanady, Ludwika razem z nim wyjechała do tego kraju. W przeciwieństwie do popularnego Johna, sama była znudzona życiem w brytyjskiej kolonii. W czasie swojego pobytu w Kanadzie mieszkali w Louiseville w prowincji Alberta.

## Odznaczenia
- Dama Krzyża Wielkiego Królewskiego Orderu Wiktoriańskiego
- Dama Krzyża Wielkiego Orderu Imperium Brytyjskiego
- Dama Imperialnego Orderu Korony Indii
- Dama Krzyża Wielkiego Orderu Szpitala Św. Jana Jerozolimskiego (Wielka Brytania)
- Dama Królewskiego Orderu Wiktorii i Alberta (Wielka Brytania)
- Królewski Order Rodzinny króla Edwarda VII (Wielka Brytania)
- Królewski Order Rodzinny króla Jerzego V (Wielka Brytania)
- Order Królewskiego Czerwonego Krzyża (Wielka Brytania)

## Tytulatura
- Jej Królewska Wysokość Księżniczka Ludwika (1848-1871)
- Jej Królewska Wysokość Księżniczka Ludwika, Markiza Lorny (1871-1900)
- Jej Królewska Wysokość Księżniczka Ludwika, Księżna Argyll (1900-1939)